# Epipactis savelliana
Epipactis savelliana là một loài thực vật có hoa trong họ Lan. Loài này được Bongiorni, De Vivo & Fori mô tả khoa học đầu tiên năm 2007.